# 梅道站
梅道站（英語：May Road stop）是一個位於香港香港島中西區半山區梅道，屬於山頂纜車的纜索鐵路車站，海拔高度180米。

## 車站資料

### 車站介紹
本站是山頂纜車的中途站之一，為纜車全程坡度最斜的路段所在，與水平面達25.7度， 乘客於此站上落車及於車內行走時會感到極為陡峭難行。 此站亦為全港其中一個傾斜角度最大之車站 
- 梅道站站牌
- 翻新前的梅道站（2004年）
- 山頂纜車服務暫停期間的梅道站，圖右為月台
- 梅道站進行工程期間，月台被封閉

### 車站出口
一個出入口通往梅道。

### 車站商店及自助服務
設有停站按鈕，不設售票服務，乘客上車時只能用八達通付款。

## 利用狀況
此站與其餘3個中途站（堅尼地道站、麥當勞道站、白加道站）一樣，使用量極低，尤其假日時更基乎沒有列車停靠， 使用者大多數為 購買月票之附近居民

## 車站周邊
- 梅道
- 地利根德里